# Fiona Bennett
Fiona Bennett (* 1966 in Brighton, East Sussex) ist eine in Berlin tätige, britisch-deutsche Haute-Couture-Modistin.

## Mode und Stil
Im Jahr 1992 gründete Fiona Bennett in Berlin ihr gleichnamiges Label „Fiona Bennett“ und entwirft seitdem Hutkreationen – von Hüten für den Alltag, über Kopfschmuck für den Abend, Hochzeitshüten, Trauerhüten, Kopfbedeckungen für Pferderennen, Soft Caps bis hin zu Hüten für Shows, Bühnenauftritte, Film und Werbung. Fiona Bennett und ihr Team fertigen zwei Hauptkollektionen für Damen und Herren im Jahr mit unterschiedlichen Unterthemen. Dabei kommen Materialien wie Haarfilz, Stroh, Kunstpelz, Leder und Seide zum Einsatz.

## Leben
Im Alter von sechs Jahren kam Fiona Bennett, Tochter eines englischen Gas- und Wasserinstallateurs und einer deutschen Lehrerin, nach Berlin. Nach dem Schulabschluss begann sie in Berlin-Kreuzberg 1985 eine Ausbildung zur Modistin, die sie 1988 mit der Gesellenprüfung abschloss. Im gleichen Jahr begann sie ihre Karriere als selbstständige Modistin. Im Jahr 1992 eröffnete Fiona Bennett ein Atelier in einer Fabrik in der Brunnenstraße in Berlin-Mitte. Zu ihren ersten Produktionen zählte die Mode in der Geisterbahn-Performance, die sie gemeinsam mit der österreichischen Modedesignerin Lisa D. unter anderem in Berlin, Klagenfurt und Hamburg inszenierte. In den frühen 1990er-Jahren erregte sie mit Modeperformances internationales Aufsehen, in die auch mitunter Schauspieler, wie unter anderem Rolf Zacher, Otto Sander und Wotan Wilke Möhring einbezogen wurden.

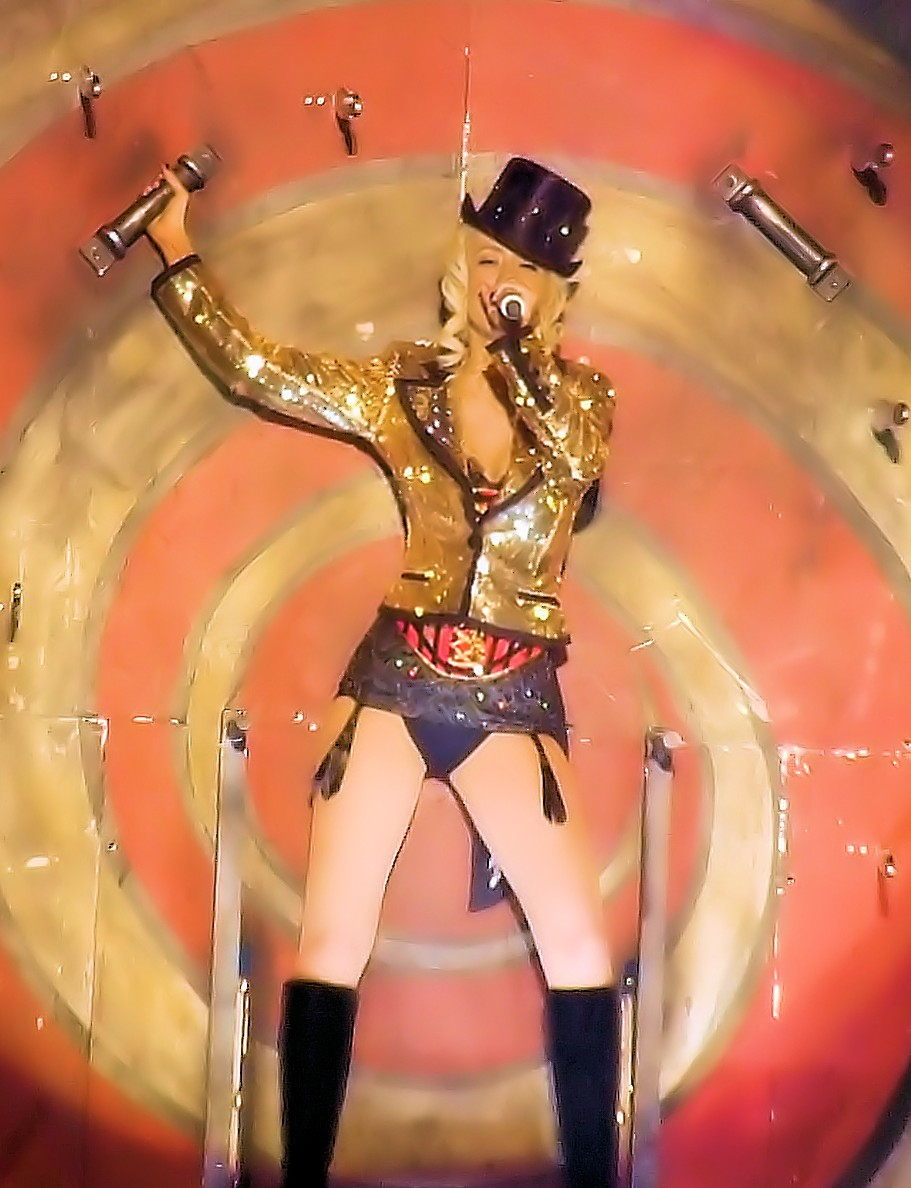
Christina Aguilera mit einem Zylinder von Fiona Bennett

Im Jahr 1995 entwickelte sie ein Konzept für die Bühnenkostüme der Berliner Rockband Rammstein, für die sie die Feuerhüte und den brennenden Mantel für Sänger Till Lindemann entwarf. Von 1994 bis 1996 wurde sie von Vivienne Westwood als Lehrbeauftragte an die Hochschule der Künste Berlin berufen. Im Jahr 1999 zog sie mit dem Atelier und Hutsalon in die Große Hamburger Straße in Berlin-Mitte um. Neben ihren eigenen Hutkollektionen stattete sie diverse Bühnenstücke und Lesungen – vor allem in Zusammenarbeit mit Ben Becker – und mehrere nationale und internationale Filmproduktionen aus. Für die Couture-Shows der Modedesigner Wolfgang Joop, Michael Michalsky und Guido Maria Kretschmer entwarf sie seit 2004 die Kopfbedeckungen. 2006 erhielt Fiona Bennett den Auftrag, die back to basic-Welttour Christina Aguileras mit sechs Hüten auszustatten.
Im Jahr 2009 eröffnete sie in der Alten Schönhausener Straße in Berlin-Mitte ihren Salon Bennett. Im gleichen Jahr gründete sie gemeinsam mit Emmy Urban das Label Kiss by Fiona Bennett, eine Strickkollektion, die auf internationalen Messen präsentiert und weltweit vertrieben wird. 2012 erfolgte nach der Gründung der Fiona Bennett & Hans Böhme GbR die Eröffnung eines weiteren Geschäftes mit einem Showatelier in der Potsdamer Straße in Berlin-Schöneberg. Im Jahr 2015 setzte sich die Zusammenarbeit mit Christina Aguilera fort: Fiona Bennett designte die Kopfbedeckung, die die Sängerin bei dem Auftritt beim NBA-All Star Game in New York trug.
Im Jahr 2015 erhielt Fiona Bennett eine Einladung in die Privatresidenz des britischen Botschafters zur Geburtstagsfeier von Queen Elizabeth. Die Ehefrau des britischen Botschafters Lady Olivia McDonald trug anlässlich dieses Besuches der Queen einen weißen Pillbox-Hut Bennetts.
2017 eröffnete im Berliner Varietétheater Wintergarten der erste Interior-Traum „Flush“ von Fiona Bennett und ihrem Partner Hans-Joachim Böhme.
Fiona Bennett war Kreativdirektorin und Interieur-Designerin des Um- und Ausbauprojektes „SEIN am Schloss“ im Schloss Mühlheim von und mit Annette von Enzberg-Pieper, das im Mai 2019 eröffnet wurde.
Ihre Kreationen werden regelmäßig bei Fotoshootings, unter anderem von Karl Lagerfeld, in Szene gesetzt. Zu den Kunden von Fiona Bennett zählen Künstler wie Ashton Kutcher, Hugh Jackman, Jan Josef Liefers, Brad Pitt, Roger Cicero, Ben Becker, Yoko Ono, Katie Holmes, Nadja Auermann, Enie van de Meiklokjes, Meret Becker, Elvira Bach und Christina Aguilera.
Die Entwürfe der Modistin werden regelmäßig in internationalen Modezeitschriften, wie der Vogue, Harper’s Bazaar oder Vanity Fair veröffentlicht.

## Trivia
Im Jahr 2013 designte Fiona Bennett für Villeroy & Boch eine Kollektion Hüte und Kopfschmuck aus Porzellan. Für die Wanderausstellung Handmade in Germany entwarf die Modistin 2014 einen Hut. Im Jahr 2000 erhielt die Werbekampagne Schöne Hüte Fiona Bennetts der Werbeagentur Scholz & Friends den Goldenen Löwen in Cannes.

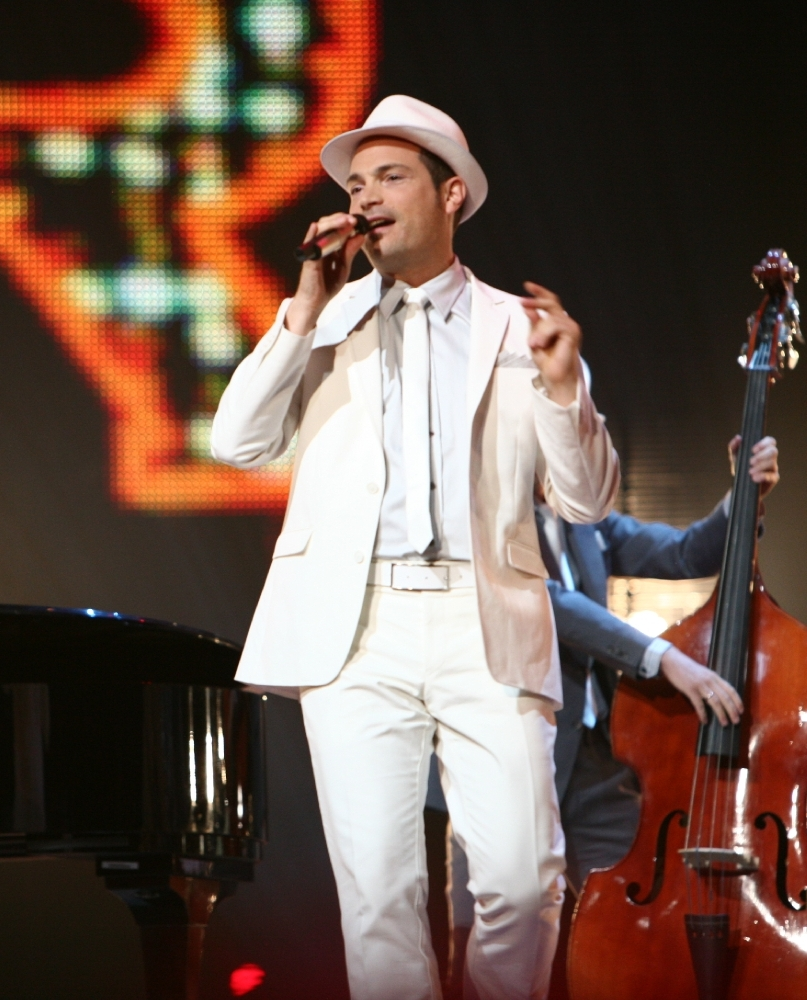
Roger Cicero bei ESC 2007 mit einem weißen Hut von Fiona Bennett

## Produktionen
- „Nosedive I“ – Hutobjekt für die Ausstellung „Surrealism & Beyond“, kuratiert von Erich Weiss für die Galerie Von Bartha, Basel, April–Juni 2016
- Temporary Store „Kiss by Fiona Bennett“, Berlin-Mitte, 2010
- „Meine Musen“, Foto-Ausstellung, Hutsalon Fiona Bennett, Berlin, 2008
- „Berlin Bohème“, private Salon-Show bei Prinzessin Hoor al Quasimi, London, 2006
- „Late lunches“, Mode Performance mit Just Mariot Maxwell, Berlin, 2004
- „Tag’s der Nacht hinterher“, Hutshow mit Rammstein, Praterinsel, München, 1996
- „Life sucks“, Raumkonzept mit FLATZ, Praterinsel, München
- „Siegfrieds Lust – Tarnung & Täuschung“, Modeperformance mit Lisa D., Marstall Theater München (mit Otto Sander, Flatz, Rolf Zacher, Wotan Wilke Möhring), 1994
- „Plötzlich obszön: der Flieder“, Modeperformance mit Lisa D., Bar jeder Vernunft, Berlin, 1993
- „Gans in weiß“, Modeperformance mit Lisa D., Jungbrunnen, Berlin, 1992
- „Garten der Sinne“, Jubiläumsparty 10 Jahre Playboy, Konzept und künstlerische Leitung mit Lisa D., Treibhaus München, 1992
- „Tunnel of love“, Modeperformance in Geisterbahn mit Lisa D., Berlin, 1991

## Ausstellungen, Fashionsshows und Messeteilnahmen (Auswahl)
- Hüte für Wunderkind Couture, Wolfgang Joop, Vogue Italia, 2016, Corso Como Mailand
- Kiss by Fiona Bennett, Premiere Classe Paris, 2015, 2014, 2013 Messe, Paris
- Hüte für die Couture-Show Michalski, 2015, Berlin
- Fiona Bennett, Premiere Classe Paris, 2014, Messe, Paris
- Hüte für die Couture-Show Kaviar Gauche, 2014, Berlin Fashion Week
- Hüte für die Couture-Show Guido Maria Kretschmer, 2013, Fashionweek Berlin
- Hüte für Puma by Guido Maria Kretschmer, 2012, Fashionweek Berlin
- Kiss by Fiona Bennett, capsule, 2011, Messe, Paris
- The ART of contemporary Millinery, Gruppenausstellung, 2009, London
- Hutausstellung, 2008, Zürich
- Meine Musen, Ausstellung 2008, Berlin
- Brighton Fotoprojekt mit Ulrike Schamoni, 2008, Brighton
- Entwurf einer Sonderedition zur Ausstellung Hilla v. Rebay, 2006, Guggenheim Berlin
- Hüte für die Wunderkind-Kollektion Wolfgang Joop, 2004[17] und 2006
- Tag’s der Nacht hinterher, Hutperformance mit Rammstein, 1996, Praterinsel München
- Mode – Fetisch – Geschlecht, 1996, Ausstellung, Akademie Tutzing

## Ausstattungen (Auswahl)
- Hüte für die Serie Babylon Berlin (Staffel 3) in Zusammenarbeit mit Pierre-Yves Gayraud, Kostüm, Regie: Tom Tykwer, Hendrik Handloegten, Achim von Borries, 2019[18]
- Hüte für den Kinofilm Jim Knopf und Lukas der Lokomotivführer, Regie: Dennis Gansel, 2018
- Hüte für die Serie Babylon Berlin (Staffel 1 und 2) in Zusammenarbeit mit Pierre-Yves Gayraud, Kostüm, Regie: Tom Tykwer, Hendrik Handloegten, Achim von Borries, 2016[18]
- Christina Aguilera, 2015, NBA-All Star Game, New York

- Hüte für die Filmproduktion Point Break, 2014
- Hüte für die Filmproduktion Die geliebten Schwestern, 2012
- Kappen für das Hotelpersonal des Brandenburger Hofs, Berlin, 2012
- Kopfbedeckung für das Hotelpersonal des nhow-Hotels, Berlin, 2010
- Kostümbild Novelles Aventures, Zeitgenössische Oper Berlin, 2010
- Kostümbild Die Bibel, Ben Becker, 2008
- Christina Aguilera, Hüte und Ausstattung für die back to basic - Welttour, 2006
- Kostümbild, Schwerter im Busen, Ben Becker, Kostümbild, 2005
- Cabaret, kostümbildernische Leitung, Bar jeder Vernunft, 2004
- Kostümbild, Wir heben ab, Ben Becker, 2001
- Ausstattung NIL-Werbekampagne, 2001
- Bühnenausstattung für die Herzeleid-Tour, Rammstein, 1995

## Biografie
- Fiona Bennett mit Eva Sichelschmidt: Vom Locken der Federn. Knesebeck, München 2013, ISBN 978-3-86873-608-3, 224 S.